# Gajan (Gard)
Gajan település Franciaországban, Gard megyében. Lakosainak száma 747 fő (2022. január 1.). Gajan Fons, Nîmes, Parignargues, La Rouvière, Saint-Bauzély és Saint-Mamert-du-Gard községekkel határos.

## Népesség
A település népességének változása:
| Lakosok száma | 247  | 314  | 459  | 645  | 711  | 679  | 668  | 705  | 723  | 747  |
|               | 1968 | 1982 | 1990 | 2006 | 2013 | 2015 | 2017 | 2019 | 2020 | 2022 |